# Messy (single van Lola Young)
"Messy" is een nummer van de Engelse singer-songwriter Lola Young. Het is de vijfde en voorlaatste single van haar tweede studioalbum This Wasn't Meant for You Anyway. Young brak definitief door bij het grote publiek met "Messy", dat in meerdere landen de hitlijsten behaalde.

## Opnames en productie
De muziek werd gecomponeerd door Young en Conor Dickinson. Young had al eerder met hem samengewerkt op haar debuutalbum My Mind Wanders and Sometimes Leaves Completely (2023).

## Ontvangst
Het nummer wist vanaf november 2024 de hitlijsten te behalen nadat Young de zangpartij verzorgde voor Tyler, the Creators hitsingle "Like Him". "Messy" werd populair op TikTok waar singer-songwriter Jake Shane, Sofia Richie en Kylie Jenner video's deelden op de muziek van het nummer. Het aantal streams van Youngs muziek op Spotify vertienvoudigde in deze periode; op 19 november werd er volgens de statistieken van het platform 12,7 miljoen keer per maand naar haar geluisterd.
Frederick Vandromme van Humo beschreef hoe Young haar "tekortkomingen" opsomt in het nummer, dat hij samen met de rest van het album "tegelijk tegendraads en raar én vlot en soulvol" noemde. Muzikaal is het nummer beïnvloed door de doowop. Op 20 december werd "Messy" uitgeroepen tot de nieuwe Alarmschijf van de Nederlandse radiozender Qmusic.

## Hitnoteringen
| Land                                      | Positie |
| ----------------------------------------- | ------- |
| Australië (ARIA Top 50 Singles)           | 1       |
| België (Ultratop 50 Singles (Vlaanderen)) | 1       |
| België (Ultratop 50 Singles (Wallonië))   | 2       |
| Canada (Canadian Hot 100)                 | 8       |
| Duitsland (Top 100 Singles)               | 7       |
| Ierland (Irish Singles Chart)             | 1       |
| Nederland (538 Top 50)                    | 3       |
| Nederland (Single Top 100)                | 4       |
| Nederland (Top 40)                        | 3       |
| Nieuw-Zeeland (Official Top 40 Singles)   | 4       |
| Oostenrijk (Ö3 Austria Top 40)            | 8       |
| Verenigd Koninkrijk (UK Singles Chart)    | 1       |
| Verenigde Staten (Billboard Hot 100)      | 14      |
| Zweden (Sverigetopplistan)                | 8       |
| Zwitserland (Singles Top 100)             | 5       |